# 바레스 사라반드
바레스 사라반드(Varèse Sarabande)는 미국의 음반사로 유니버설 뮤직 그룹이 배포를 맡고 있다. 구하기 힘든 음반이나 사망한 아티스트들의 음반의 재발매를 주로 하고 있다. 바레스 사라반드라는 이름의 유래는 프랑스의 작곡가 에드가드 바레스와 스페인의 느린 템포의 춤 이름 사라반드에서 따왔다.